# Kana Hanazawa
Kana Hanazawa (jap. 花澤 香菜 Hanazawa Kana; ur. 25 lutego 1989 w Tokio) – japońska aktorka głosowa i piosenkarka, związana z agencją Osawa Jimusho. Jest znana z wielu głównych ról żeńskich w anime.

## Kariera
Kana Hanazawa już jako dziecko rozpoczęła swoją karierę aktorki. W wieku 7 lat była stałym członkiem programu telewizyjnego Sanmy Akashii Yappari Sanma-daisensei, który emitowany był w latach 1996–2000. W 2001 roku grała w 11-odcinkowej dramie Kakkoi no sensei jako Kanako Makimura. W 2004 roku miała niewielką rolę w adaptacji Riyū. Oprócz tego występowała w reklamach, np. w 2001 roku dla Mazdy.
W 2003 roku Kana po raz pierwszy podkładała głos w anime, była to niewielka rola Holly Mad-thane w Last Exile. Następnie użyczyła swojego głosu głównej bohaterce Zegapain, Ryōko Kaminagi. Wtedy poznała Ayako Kawasumi, która przekonała ją, że zamiast być dziecięcą idolką powinna kontynuować karierę seiyū. Kana posłuchała tej rady i w 2007 roku dołączyła do agencji zajmującej się aktorami głosowymi, Osawa Jimusho.
23 lutego 2012 roku na jej oficjalnej stronie został zapowiedziany jej solowy debiut, a 25 kwietnia został wydany singiel Hoshizora☆Destination.
20 lutego 2013 roku ukazał się album „claire”, a w kolejnym miesiącu odbyły się pierwsze dwa koncerty wokalistki w NHK Osaka Hall i w Shibuya Public Hall.
26 lutego 2014 roku ukazał się jej drugi album „25”.
22 kwietnia 2015 roku miała miejsce premiera trzeciego singla „Blue Avenue”.
31 sierpnia 2016 roku wydano album „KANAight ～花澤香菜キャラソン ハイパークロニクルミックス～”.
22 lutego 2017 roku ukazał się jej piąty album „Opportunity”.

## Głos
Głos Kany został scharakteryzowany jako spokojny, słodki oraz dziecinny. Oprócz tego Mizuki Nomura, autorka serii light novel Bungaku Shōjo, w ekranizacji której Kana grała tytułową bohaterkę, nazwała go czystym i uroczym.

## Role
Najważniejsze role są pogrubione.
| 2003 - Last Exile (Holly Mad-thane) 2006 - Dai Mahō Tōge (Potaru) - Zegapain (Ryoko Kaminagi) 2007 - Getsumento Heiki Mina (Nakoru Hazemi) - Higurashi no Naku Koro ni (Satomi) - Mushi-Uta (Shiika Anmoto) - Potemayo (Potemayo) - Sketchbook ~full color’s~ (Sora Kajiwara) 2008 - Blassreiter (Elea) - Gunslinger Girl -Il Teatrino- (Angelica) - Kannagi (Zange, Hakua Suzushiro) - Kyōran Kazoku Nikki (Yūka Midarezaki) - Shina Dark (Marple Mashu Marces) - Sekirei (Kusano) - Someday’s Dreamers: Summer Skies (Sora Suzuki) - Strike Witches (Amaki Suwa) - To Love-Ru (Mikan Yuuki) 2009 - Asu no Yoichi! (Kagome Ikaruga) - Basquash! (Coco JD) - Bakemonogatari (Nadeko Sengoku) - Cencoroll (Yuki) - Darker Than Black: Ryūsei no Gemini (Suou Pavlichenko) - Kobato. (Kobato Hanato) - Pandora Hearts (Sharon Reinsworth) - The Tower of Druaga (Henaro) 2010 - Angel Beats! (Anioł/Kanade Tachibana) - Asobi ni Iku yo! (Aoi Futaba) - B Gata H Kei (Mayu Miyano) - Black Rock Shooter (Mato Kuroi / Black Rock Shooter) - Durarara !! (Anri Sonohara) - Kuragehime (Tsukimi Kurashita) - Ladies versus Butlers! (Ayse Khadim) - Maid Sama! (Sakura Hanazono) - Motto To Love-Ru (Mikan Yuuki) - Negima: Ala Alba – Extra Mahou Shoujo Yue (Beatrix Monroe) - Ore no imōto ga konna ni kawaii wake ga nai (Kuroneko / Ruri Gokou) - Otome Yōkai Zakuro (Susukihotaru) - Seikimatsu Occult Gakuin (Kozue Naruse) - Seikon no Qwaser (Fumika Mitarai) - Sekirei: Pure Engagement (Kusano) - Strike Witches 2 (Amaki Suwa) - Toaru Kagaku no Railgun (Erī Haruue) - The World God Only Knows (Shiori Shiomiya) - .hack//Quantum (Sakuya / Aida Asumi) 2011 - Ao no Exorcist (Moriyama Shiemi) - Boku wa tomodachi ga sukunai (Kobato Hasegawa) - Deadman Wonderland (Shiro) - Denpa Onna to Seishun Otoko (Hanazawa-san) - Dog Days (Noir Vinocacao) - Fractale (Nessa) - Freezing (Rana Linchen) - Guilty Crown (Ayase Shinomiya, młoda Yahiro) - IS (Infinite Stratos) (Charlotte Dunois) - Last Exile -Fam, The Silver Wing- (Alvis E. Hamilton) - Kamisama Dolls (Mahiru Hyūga) - Mayo Chiki! (Kureha Sakamachi) - Mobile Suit Gundam AGE (Romary Stone) - Morita-san wa Mukuchi (Mayu Morita) - Moshidora – (Yuki Miyata) - Ro-Kyu-Bu! (Tomoka Minato) - Steins;Gate (Mayuri Shiina) - The Mystic Archives of Dantalian (Young Hugh Anthony Disward) - The Idolmaster (Eri Mizutani) 2012 - Aquarion Evol (Zessica Wong) - Binbō-gami ga! (Ichiko Sakura) - Black Rock Shooter (Mato Kuroi / Black Rock Shooter) - Campione! (Yuri Mariya) - Chōyaku hyakunin isshu: Uta koi (Fujiwara no Seishi) - Danbōru Senki W (Ran Hanasaki) - Dog Days' (Noir Vinocacao) - Hagure Yūsha no Estetica (Kuzuha Doumoto) - Inu x Boku SS (Karuta Roromiya) - Magi: The Labyrinth of Magic (Ren Kougyoku) - Mōretsu Pirates (Chiaki Kurihara) - Nagareboshi Lens (Risa) - Nisemonogatari (Nadeko Sengoku) - Psycho-Pass (Akane Tsunemori) - Saki: Achiga-hen (Kuro Matsumi) - Shinsekai Yori (Maria Akizuki) - Shirokuma Café (Mei Mei) - Sengoku Collection (Ieyasu Tokugawa) - Sket Dance (Saaya Agata) - Teekyū (Marimo Bandō) - Tonari no kaibutsu-kun (Chizuru Ōshima) - To Love-Ru Darkness (Mikan Yūki) - Zetman (Konoha Amagi) - Zetsuen no Tempest (Aika Fuwa) 2013 - Boku wa tomodachi ga sukunai NEXT (Kobato Hasegawa) - Coppelion (Aoi Fukasaku) - Freezing Vibration (Rana Linchen) - Hyperdimension Neptunia: The Animation (Plutia / Iris Heart) - IS: Infinite Stratos 2 (Charlotte Dunois) - Kotoura-san (Yuriko Mifune) - Magi: The Kingdom of Magic (Ren Kougyoku) - Monogatari Series Second Season (Nadeko Sengoku) - Nagi no asukara (Manaka Mukaido) - Ore no imōto ga konna ni kawaii wake ga nai. (Kuroneko / Ruri Gokō, Hinata Gokō) - Ore no kanojo to osananajimi ga shuraba sugiru (Chiwa Harusaki) - Ro-Kyu-Bu! SS (Tomoka Minato) - Sasami-san@Ganbaranai (Kagami Yagami) - Sekai de ichiban tsuyoku naritai! (Juri Sanada) - The World God Only Knows: Megami-hen (Shiori Shiomiya, Minerva) - To aru kagaku no railgun S (Erī Haruue) - Tokyo Ravens (Natsume Tsuchimikado) - Unbreakable Machine-Doll (Hotaru) - WataMote (Yuu) - Zettai Bōei Leviathan (Syrup) 2014 - Bokura wa minna Kawai-sō (Ritsu Kawai) - Buddy Complex (Mayuka Nasu) - D-Frag! (Roka Shibasaki) - Kanojo ga flag o oraretara (Megumu Tōzokuyama) - Mahōka Kōkō no rettōsei (Mayumi Saegusa) - Mekaku City Actors (Marry Kozakura) - Nisekoi (Kosaki Onodera) - No-Rin (Minori Nakazawa) - Ryūgajō Nanana no maizōkin (Daruku Hoshino) - Space Dandy (Adélie) - Tonari no Seki-kun (Yokoi) - Sekai seifuku: Bōryaku no zvezda (Natasha/Profesor Um) - Wake Up, Girls! (Anna) - Akame ga Kill! (Seryu) - Yūki Yūna wa yūsha de aru (Sonoko Nogi) | 2016 - Orange (Naho Takamiya) 2018 - Hataraku saibō (Krwinka czerwona) 2019 - Dark Gathering (Eiko Hōzuki) 2023 - Niehime to kemono no ō (Sariphi) 2009 - Cencoroll (Yuki) 2010 - King of Thorn (Kasumi Ishiki) - Break Blade (Cleo Zaubraff) - Bungaku Shōjo (Tōko Amano) 2012 - Specjalny film Ao no Exorcist (Moriyama Shiemi) - Inazuma Eleven GO vs. Danbōru Senki W (Ran Hanasaki) - Blood-C:The Last Dark (Hiro Tsukiyama) 2013 - Aura: Maryuuinkouga Saigo no Tatakai (Ryouko Satou) - Steins;Gate: Fuka Ryouiki no Déjà vu (Mayuri Shiina) 2006 - Dai Mahou Touge (Potaru Tanaka) 2008 - Shina Dark (Marple Mashu Marces) 2009 - To Love-Ru OVA (Mikan Yūki) 2010 - Seikon no Qwaser: Jotei no Shouzou (Fumika Mitarai) - Black Rock Shooter (Mato Kuroi / Black Rock Shooter) - Bungaku Shōjo (Tōko Amano) - Hen Zemi (Nanako Matsutaka) - Mahō Sensei Negima! Mō Hitotsu no Sekai Extra: Mahō Shōjo Yue (Beatrix Monroe) - Megane na Kanojo (Chiaki Kuramoto) 2011 - Asobi ni Iku yo! OVA Special (Aoi Futaba) - IS <Infinite Stratos>Encore: Koi ni Kogareru Sextet (Charlotte Dunois) - .hack//Quantum (Sakuya / Asumi Aida) - Fate/Prototype (Ayaka Sajyou) - Baby Princess 3D Paradise 0 (Mizuki) - Boku wa tomodachi ga sukunai (Kobato Hasegawa) - Morita-san wa Mukuchi (Mayu Morita) - Mayo elle Otoko no Ko (Itsuki Kanade) 2012 - Nagareboshi Lens (Risa Hanakago) - Boku wa tomodachi ga sukunai (Kobato Hasegawa) - D-Frag! (Ruka Shibasaki) - Fate/Prototype Special Drama CD (Ayaka Sajyou) - Idol Pretender (Eita Chinami) - Hyakumonogatari (Nadeko Sengoku) - No-Rin (Minori Nakazawa) - Ore no imōto ga konna ni kawaii wake ga nai (Kuroneko) - Super Dangan Ronpa 2: Sayonara Zetsubou Gakuen (Chiaki Nanami) - Steins;Gate (Mayuri Shiina) - Tales of Graces (Sophie) - Tales of the World: Radiant Mythology 3 (Sophie) - Tokimeki Memorial 4 (Rhythmy Kyono) - Idolm@ster Dearly Stars (Eri Mizutani) - Daemon Bride (Nina Sumeragi) - Rune Factory Oceans (Iris) - To Love-Ru -Trouble- Waku Waku! Rinkangakkō-hen (Mikan Yuuki) - Ore no imōto ga konna ni kawaii wake ga nai Portable (Kuroneko) - Gloria Union (Ruru) - Rewrite (Kagari) - Rewrite Harvest festa! (Kagari) - Nora to Toki no Kōbō: Kiri no Mori no Majo (Sirkka Bjorn) - Final Fantasy Type-0 (Deuce) - Chaos Rings (Mana) - Persona 4: The Golden (Marie) - Tokyo Babel (Raziel) - Heroes Phantasia (Suou Pavlichenko) - Sol Trigger (Ema) - Toki to Towa (Toki) - Aria The Origination ~Aoi Hoshi no Il Cielo~ (Agnes Dumas) - Ultradimension Neptune V (Pururut/Iris Heart) - Danball Senki W (Ran Hanasaki) - Phantasy Star Online 2 (Lisa) (Melphonshina) - Liberation Maiden (Oozora Shoko) - Dai Gyakuten Saiban: Naruhodō Ryūnosuke no Bōken (Susato Mikotoba) - Hoshiimo Paradise: Kanbutsu wo koeta ai (Radio Drama) - Hoshiimo Paradise 2: Bannou Negio wo kyushutsu seyo! (Drama CD) |

## Dyskografia
Źródło:.

### Single
| Lp. | Tytuł                                                                                  | Data wydania         |
| --- | -------------------------------------------------------------------------------------- | -------------------- |
| 1   | Hoshizora☆Destination (jap. 星空☆ディスティネーション)                                 | 25 kwietnia 2012     |
| 2   | Hatsukoi no Oto (jap. 初恋ノオト)                                                      | 18 lipca 2012        |
| 3   | happy endings                                                                          | 24 października 2012 |
| 4   | Silent Snow                                                                            | 16 stycznia 2013     |
| 5   | Koisuru Wakusei (jap. 恋する惑星)                                                      | 25 grudnia 2013      |
| 6   | Hohoemi Mode (jap. ほほ笑みモード)                                                     | 1 października 2014  |
| 7   | Kokyū Tosu (jap. 呼吸トス)                                                             | 24 grudnia 2014      |
| 8   | Kimi ga Inakucha Damenanda (jap. 君がいなくちゃだめなんだ)                             | 25 lutego 2015       |
| 9   | Tōmeina On’nanoko (jap. 透明な女の子)                                                  | 24 lutego 2016       |
| 10  | Atarishiuta (jap. あたらしいうた)                                                      | 1 czerwca 2016       |
| 11  | Zara Zara (jap. ざらざら)                                                              | 30 listopada 2016    |
| 12  | Haru ni Aisareru Hito ni Watashi wa Naritai (jap. 春に愛されるひとに わたしはなりたい) | 7 lutego 2018        |
| 13  | Daijōbu (jap. 大丈夫)                                                                  | 25 lipca 2018        |

### Albumy
| Lp. | Tytuł | Data wydania     |
| --- | --- | ---------------- |
| 1   | claire | 20 lutego 2013   |
| 2   | 25 | 26 lutego 2014   |
| 3   | Blue Avenue | 22 kwietnia 2015 |
| 4   | KANAight ~ Hanazawa Kana Kyarason Haipā Kuronikuru Mikkusu ~ (jap. KANAight ～花澤香菜キャラソン ハイパークロニクルミックス～) | 31 sierpnia 2016 |
| 5   | Opportunity | 22 lutego 2017   |

## Życie prywatne
W lutym 2017 Kensho Ono oficjalnie przyznał, że on i Hanazawa są w związku oraz mieszkają razem. W lipcu 2020 ogłosili, że zostali małżeństwem.